# 15-й Берлинский международный кинофестиваль
15-й Берлинский международный кинофестиваль прошёл с 25 июня по 6 июля 1965 года в Западном Берлине.

## Жюри
- Джон Джиллетт (председатель жюри)
- Александр Клюге
- Эли Азередо
- Моник Бергер
- Кьюширо Кусакабе
- Джерри Бреслер
- Карена Нихофф
- Ханс Юрген Поланд
- Ханс-Дитер Рус

## Конкурсная программа
- «Альфавиль», режиссёр Жан-Люк Годар
- «Кошка Балу», режиссёр Эллиот Силверштейн
- «Чарулата», режиссёр Сатьяджит Рей
- «Искусство жизни», режиссёр Хулио Диаманте
- «Тайное действо за стенами», режиссёр Кодзи Вакамацу
- «Я и моя любовь», режиссёр Гуннар Хоглунд
- «Любовь 65», режиссёр Бу Видерберг
- «Счастье», режиссёр Аньес Варда
- «Пахарито Гомес», режиссёр Родольфо Кун
- «Отвращение», режиссёр Роман Полански
- «Господин Шекспир», режиссёр Джеймс Айвори
- «Сноровка... и как её приобрести», режиссёр Ричард Лестер
- «Самозванец Тома», режиссёр Жорж Франжю
- «То», режиссёр Палле Кьерулф-Шмидт
- «Опрометчивость», режиссёр Джулиано Монтальдо
- «Путь спасения», режиссёр Анселмо Дуарте
- «Wälsungenblut», режиссёр Рольф Тиле

## Награды
- Золотой медведь:
  - «Альфавиль», режиссёр Жан-Люк Годар
- Золотой медведь за лучший короткометражный фильм:
  - «Страна Йетса», режиссёр Патрик Кэри
- Серебряный медведь:
  - Серебряный медведь за лучшую мужскую роль:
    - Ли Марвин — «Кошка Балу»

  - Серебряный медведь за лучшую женскую роль:
    - Мадхур Джаффри — «Господин Шекспир»

  - Серебряный медведь за лучшую режиссёрскую работу:
    - Сатьяджит Рей — «Чарулата»

  - Серебряный медведь — специальный приз за лучший короткометражный фильм:
    - Een zondag op het eiland van de Grande Jatte

  - Серебряный медведь — специальный приз жюри:
    - «Счастье»
    - «Отвращение»
- Особое упоминание:
  - «Кошка Балу»
- Почётное упоминание:
  - Почётное упоминание — лучший короткометражный фильм:
    - «Железнодорожник»
- Приз юношеского кинематографа:
  - Приз юношеского кинематографа — лучший игровой фильм:
    - «Пахарито Гомес»
- Приз юношеского кинематографа — особое упоминание:
  - Приз юношеского кинематографа — особое упоминание за лучший короткометражный фильм:
    - Das Boot von Torreira

  - Приз юношеского кинематографа — особое упоминание за лучший игровой фильм:
    - «Кошка Балу»
- Приз международной ассоциации кинокритиков (ФИПРЕССИ)
  - «Отвращение»
- Приз международной ассоциации кинокритиков — почётное упоминание
  - «Любовь 65»
- Приз международного евангелического жюри — рекомендация
  - «Счастье»
- Приз Международной Католической организации в области кино (OCIC)
  - «Чарулата»
- Премия международного союза кинокритиков (UNICRIT)
  - «Тридцать один градус в тени»